# Trần Hiếu
Trần Hiếu (tên đầy đủ Trần Trung Hiếu) (23 tháng 4 năm 1936) là một ca sĩ Việt Nam nổi tiếng với chất giọng nam trầm. Ông hát nhiều thể loại nhạc như opera, nhạc đỏ, nhạc trữ tình. Ông được phong tặng danh hiệu Nghệ sĩ nhân dân vào năm 1997.

## Tiểu sử và sự nghiệp
Trần Hiếu sinh ngày 23 tháng 4 năm 1936 quê gốc ở xã Tam Hiệp, huyện Quốc Oai, tỉnh Hà Tây nay thuộc huyện Phúc Thọ, thành phố Hà Nội. Cha Hiếu là Trần Văn Kỷ và em trai là nhạc sĩ Trần Tiến. Con trai ông là trưởng phòng đào tạo Trường Cao đẳng Nghệ thuật Hà Nội, Trần Vũ Hoàng và ca sĩ Trần Thu Hà.
Từ năm 11 tuổi, ông đã bắt đầu đi hát. Năm 1958, ông tốt nghiệp khoa thanh nhạc Trường âm nhạc Việt Nam (nay là Học viện Âm nhạc Quốc gia Việt Nam). Sau đó ông về làm ca sĩ đơn ca tại Nhà hát Ca múa nhạc Trung ương. Ông đã từng đi học ở Nhạc viện Sofia Bulgaria trong 3 năm. Từ năm 1986 đến 1991, ông là diễn viên đơn ca ở Nhà hát Tuổi trẻ.
Trần Hiếu sở hữu một giọng nam trầm ít ỏi ở Việt Nam. Ông thể hiện nhiều ca khúc trữ tình, cách mạng với sự hài hước, duyên dáng và sâu lắng. Những ca khúc thành công có thể kể đến như Con voi (Nguyễn Xuân Khoát), Hò kéo pháo (Hoàng Vân), Lãnh tụ ca (Lưu Hữu Phước), Tôi là Lê Anh Nuôi, Anh quân bưu vui tinh (Đàm Thanh)... Ông còn đóng vai chính trong nhiều vở nhạc kịch của Việt Nam và nước ngoài như: Người tạc tượng, Eugene Oneguine, Ruồi Trâu... Ông cũng đã đi lưu diễn ở nhiều nước trên thế giới.
Từ năm 1991 đến năm 1998, ông về làm công tác giảng dạy thanh nhạc tại Nhạc viện Hà Nội. Ông là một giảng viên kinh nghiệm trong lĩnh vực này. Nhiều học trò của ông đã thành danh, đạt được nhiều giải thưởng tại các cuộc thi hát thính phòng trong nước và khu vực như NSND Quốc Hưng, Trọng Tấn, NSND Tấn Minh... Ông cũng đã cho ra đời công trình nghiên cứu Sức mạnh của ngôn ngữ trong tiếng hát Việt Nam (1981) và nhiều công trình khác về dân ca Việt Nam, về hát cho trẻ em và nhiều giáo trình về nhạc cổ điển và nhạc nhẹ. Ông còn là diễn viên tham gia đóng phim Số đỏ năm 1989. Năm 1997, ông được trao tặng danh hiệu Nghệ sĩ Nhân dân.
Từ năm 2000, ông cùng gia đình chuyển vào Thành phố Hồ Chí Minh. Tuy đã nghỉ hưu nhưng ông vẫn xuất hiện trong các chương trình phát thanh, truyền hình, các sân khấu ca nhạc và tiếp tục làm công tác giảng dạy. Ông đã từng làm người dẫn chương trình trong chương trình Lăng kính thông minh và giám khảo trong chương trình Ngôi sao tiếng hát truyền hình. Ông đã cùng hát với con gái ca khúc Bình yên rất được công chúng yêu thích trong album vol.3 Bình yên của nhạc sĩ Quốc Bảo.

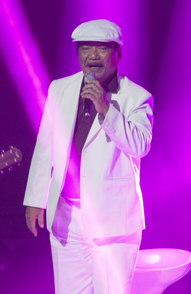
Trần Hiếu trong năm 2012.

Từ năm 2020 đến nay, ông cùng gia đình trở lại định cư tại Hà Nội.

## Phong cách nghệ thuật

#### Giảng dạy
Trần Hiếu là thầy của NSND Thanh Hoa, NSND Y Moan, NSND Quốc Hưng, Hà Trần, Bằng Kiều, NSND Tấn Minh, Trọng Tấn, Nam Khánh và Tinna Tình.

## Đời tư
Trần Hiếu là anh cả trong một gia đình nghệ sĩ nổi tiếng. Em trai ông là nhạc sĩ Trần Tiến. Ông đã kết hôn 3 lần. Người vợ đầu tiên là nhà giáo ưu tú Vũ Thúy Huyền, cũng là một ca sĩ và là giảng viên của Nhạc viện Hà Nội. Ông có hai người con, một trai một gái –Họa sĩ Trần Vũ Hoàng và Trần Thu Hà là cô con gái út. Bà đã mất năm 1991 vì căn bệnh ung thư tụy, khi Trần Thu Hà 14 tuổi. Người vợ thứ hai là Trần Thị Minh Huệ – một học trò của bà Vũ Thúy Huyền, bà Huệ đã rất yêu thương và đã dạy dỗ Trần Thu Hà nhưng bà cũng là người vợ chịu nhiều thiệt thòi nhất, khi cưới ông, bà bị nhiều người chỉ trích như kẻ phá hoại, cướp đi hạnh phúc gia đình người khác và chịu nhiều sự ghẻ lạnh của gia đình nhà chồng. Hai người đã li hôn vào năm 2005. Năm 2006, ông cưới người vợ thứ 3 là Minh Ngà.

## Danh sách đĩa nhạc
- Trần Tiến viết – Trần Hiếu hát (1993)
- Còn lại với thời gian (2008)